# 墨西哥城地鐵6號線
墨西哥城地鐵6號線（西班牙語：Línea 6 del Metro de la Ciudad de México）是墨西哥城地鐵第6條路線，全長11.43公里，共11個車站，以紅色標示。